# DECIDE (HΛLの曲)
「DECIDE」（ディサイド）は、日本のバンド、HΛLの楽曲である。本楽曲はHΛLの1枚目のCDシングルに収録され、2000年10月25日にavex traxより発売された。

## 音楽性
音楽雑誌『CDJournal』はシングル「DECIDE」に収録された楽曲のジャンルをロックおよびJ-POPとした。さらに同誌のレビュアーは収録曲がクラブ・ミュージック的な要素を持っていると指摘し、新しいポップ・ミュージックに仕上がっていると言及した。

## チャート成績
オリコンの調査によると、シングル「DECIDE」は2000年10月25日にCDシングルとしてリリースされた後、2000年11月第1週付のオリコンシングルチャートランキングで27位を記録した。以降同年11月第4週付まで、週間チャート200位以内にランクインし続けた。推定初回売上枚数は13,920枚で、推定累積売上枚数は27,220枚を記録している。

## 放送番組での使用
楽曲「DECIDE」はテレビ東京系列にて放送されたバラエティ番組『ASAYAN』エンディングテーマおよびアプラスのコマーシャル・ソングとして起用された。B面の「amulet」はTBS系列にて放送の音楽番組『COUNT DOWN TV』オープニングテーマとして起用された。

## 撮影
9月7日、五反田の某スタジオで 「amulet」のミュージックの撮影が行われた。 
9月12日、都内の某スタジオで「DECIDE」のミュージックビデオの撮影が行われた。 

## シングル収録曲
| #         | タイトル                                              | 作詞      | 作曲       | 編曲      | リミックス      | 時間  |
| --------- | ----------------------------------------------------- | --------- | ---------- | --------- | --------------- | ----- |
| 1.        | 「DECIDE」                                            | HΛLNA     | 佐藤あつし | HΛL       |                 | 4:33  |
| 2.        | 「amulet」                                            | HΛLNA     | 佐藤あつし | HΛL       |                 | 4:46  |
| 3.        | 「DECIDE ~DJ TURBO REMIX」                            |           |            |           | DJ TURBO (GTS)  | 9:32  |
| 4.        | 「DECIDE ~HΛL's MIX 2000」                            |           |            |           | HΛL             | 4:13  |
| 5.        | 「DECIDE ~Dub's Dance Floor Mix Falling-in-love 001」 |           |            |           | "D.M.X"Miyazaki | 8:18  |
| 6.        | 「DECIDE (TV MIX)」                                   |           |            |           |                 | 4:33  |
| 7.        | 「amulet (TV MIX)」                                   |           |            |           |                 | 4:44  |
| 合計時間: | 合計時間:                                             | 合計時間: | 合計時間:  | 合計時間: | 合計時間:       | 40:39 |

## チャートおよび売上
| チャート                         | 最高 順位 | 出典  |
| -------------------------------- | --------- | ----- |
| 日本・オリコンCDシングルチャート | 27        | [ 3 ] |

| 国   | 集計団体 | 売り上げ/枚 | 出典  |
| ---- | -------- | ----------- | ----- |
| 日本 | オリコン | 27,220      | [ 3 ] |